# Семёновская волость (Верхнеднепровский уезд)
Семеновская волость — административно-территориальная единица Верхнеднепровского уезда Екатеринославской губернии с центром в селе Мироновка (Семеновка).

## Характеристика

### 1886 год
По состоянию на 1886 год состояла из 15 поселений, 15 сельских общин. Население 2223 человека (1130 мужского пола и 1093 женского), 810 дворовых хозяйств.
| Собственность  | Площадь (в т. ч. пахотной) |
| -------------- | -------------------------- |
| Сельских общин | 2017 (1446)                |
| Частная        | 20 000 (5215)              |
| Другая         | 285 (83)                   |
| Всего          | 22 302 (6744)              |

Самые большие поселения:
- Мироновка (Семеновка) — село над балкой Савранкой в 25 верстах от уездного города, 416 человек, 73 двора, православная церковь, школа, постоялый двор, 3 ярмарки в год.
- Ильинка (Шошиневка) — село над рекой Сура, 301 человек, 56 дворов, православная церковь, школа, лавка.

### 1908 год
По состоянию на 1908 год к волости также относились:
- Степаника Первая — бывшее барское село, 85 человек, 13 дворовых хозяйств;
- Степаника Вторая — бывшая барская деревня, 310 человек, 52 дворовых хозяйства;
- Зелёный Кут — бывшее барское село, 182 человека, 28 дворовых хозяйств;
- Любимовка (Любимая) — бывшее барское село, 98 человек, 21 дворовое хозяйство;
- Любомировка (Приютная и Александрополь) — бывшее барское село, 218 человек, 28 дворовых хозяйств;
- Красно-Ивановка — бывшая барская деревня, 441 человек, 62 дворовых хозяйства;
- Коробчина — бывшее барское село, 244 человека, 39 дворовых хозяйств;
- Козыдуб — бывшее барское село, 265 человек, 37 дворовых хозяйств;
- Богдановское (Богдановка первая и Богдановка вторая) — бывшее барское село, 233 человека, 41 дворовое хозяйство;
- Ганновка (Савина балка) — бывшее барское село, 170 человек, 27 дворовых хозяйств;
- Мало-Александровка — бывшее барское село, 213 человек, 30 дворовых хозяйств;
- Варваровка — бывшая барская деревня, 93 человека, 17 дворовых хозяйств.

### 1916 год
По состоянию на 1916 год: волостной старшина — Бабенко Прокофий Григорьевич, волостной писарь — Ерух Михаил Антонович, председатель волостного суда — Иванов Николай Петрович, секретарь волостного суда — Сокол Гурий Владимирович. Председатель сельскохозяйственного общества — Силенко Стефан Михайлович.